# Гріан Чаттен
Ґріан Александр Чаттен (/ˈɡriːæn/; нар. 19 липня 1995) - ірландський музика, найбільш відомий як вокаліст і автор текстів пост-панк-гурту Fontaines D.C.

## Життєпис
Ґріан Чаттен народився в Барроу-ін-Фернесс (Англія) 19 липня 1995 року в родині матері-англійки та батька-ірландця. Сім'я переїхала до Ірландії, коли Чаттену був місяць, і вела «кочовий спосіб життя», перш ніж оселитися в Скеррі, графство Дублін, коли йому виповнилося дванадцять років. Чаттен переїхав до The Liberties в Дубліні і відвідував Британський та Ірландський інститут сучасної музики, де познайомився з гітаристами Конором Керлі та Карлосом О'Коннеллом, бас-гітаристом Конором Діганом і барабанщиком Томом Коллом. Окрім пристрасті до музики, група мала спільний інтерес до поезії, і вони опублікували три спільні брошури. Після закінчення навчання вони створили гурт Fontaines D.C. у 2017 році.